# Димят
Дімят — один з найпоширеніших винних і десертних сортів винограду в Болгарії, що займає близько десятої частини від загальної площі виноградників Болгарії.
Культивують переважно вздовж Чорноморського узбережжя, а найсприятливішими умовами для вирощування вважаються Коларовоградська місцевість, Варни та Преславські околиці. За межами Болгарії цей сорт вирощують біля міста Смедерево в Сербії, що за 50 кілометрів від Белграда.

## Біологічні особливості сорту та врожайність
Виноградні грона сорту «Дімят» мають конічну форму, розмір — від середнього до великого. Ягоди великі, овальної форми, не м'ясисті, солодкі з кислинкою та слабким ванільним ароматом. Шкурка міцна, середньої товщини, від жовто-зеленого забарвлення до перламутрового кольору (за сприятливих умов вирощування). В середньому розміри ягоди 19,4 х 16,9 міліметра, вага — від 3,1 до 3,56 грама. Різновидом цього сорту є «Червем димят» — виноград червоного кольору.
Достигає Дімят у другій половині вересня та характеризується постійно високою врожайністю. На одній лозі зазвичай формується два грона, вагою 211–255 грамів (максимальна 670 грамів), що дозволяє збирати з одного гектару виноградника 10–20 тонн сировини.
Залежно від напрямку використання вирощеного винограду вибирають місцевість для його вирощування.
Виноград для виробництва вина висаджують на легких вологонепроникних ґрунтах, що дозволяє ягоді краще достигнути та підвищити її цукристість. Якщо ж ягоди використовуються для особистого вживання, то виноградники потрібно насаджувати на плодючих ґрунтах з гарним зволоженням, для отримання соковитих, великих та смачних ягід, але зменшує його транспортабельність та період зберігання.
Димят використовують для приготування білих вин та виробництва коньячного спирту, а також експортують до інших країн.

## Використані джерела
1. Винні сорти винограду з білими ягодами (рос.) [Архівовано 31 травня 2016 у Wayback Machine.]
2. Болгарські вина